# FK KUZBASS Kemerovo
Futbolnyj klub KUZBASS Kemerovo (rusky: Футбольный клуб «КУЗБАСС» Кемерово) byl ruský fotbalový klub sídlící ve městě Kemerovo. Klub byl založen v roce 1946 jako Azot Kemerovo, zanikl v roce 2012. Nejznámějším fotbalistou klubu byl Vitalij Razdajev, který za něj nastupoval v letech 1964–1965 a 1969–1988.

## Historické názvy
- 1946 – Azot Kemerovo
- 1947 – Chimik Kemerovo
- 1957 – Šachtjor Kemerovo
- 1958 – Chimik Kemerovo
- 1966 – Kuzbass Kemerovo
- 2001 – Kuzbass-Dinamo Kemerovo
- 2003 – SibOVV Kemerovo
- 2004 – Kuzbass-Dinamo Kemerovo
- 2008 – KUZBASS Kemerovo

## Umístění v jednotlivých sezonách
| Sezóny  | Liga                         | Úroveň | Z  | V  | R | P  | VG | OG | +/- | B  | Pozice |
| ------- | ---------------------------- | ------ | -- | -- | - | -- | -- | -- | --- | -- | ------ |
| 2008    | Vtoroj divizion – sk. Vostok | 3      | 27 | 7  | 4 | 16 | 27 | 49 | -22 | 25 | 8.     |
| 2009    | Vtoroj divizion – sk. Vostok | 3      | 27 | 8  | 8 | 11 | 32 | 36 | -4  | 32 | 8.     |
| 2010    | Vtoroj divizion – sk. Vostok | 3      | 30 | 8  | 5 | 17 | 29 | 45 | -16 | 29 | 8.     |
| 2011/12 | PFL – sk. Vostok             | 3      | 36 | 12 | 6 | 18 | 34 | 40 | -6  | 42 | 9.     |